# 耶和华见证人的被迫害史
耶和华见证人（曾稱「聖經研究者」）从圣经研究运动的一个基督教非传统教派。耶和华见证人提出的一些教义与传统基督宗教（天主教、基督新教和东正教）的教义存在比较严重的冲突，因此曾受到其他宗教团体的排挤。耶和华见证人的一些教义亦与国家主义、民族主义不同但不冲突，因此各国政府出于国防和国家利益的考虑，也对耶和华见证人的活动进行限制和迫害.

## 第一次世界大战期间及战后
耶和华见证人预言说1914年是一个有着特殊意义的年份，根据《圣经》推算，耶稣基督在这一年开始在天上作王，而撒但和邪灵被赶到地上，人类社会进入一个多灾多难的时期。
在第一次世界大战早期，除了在德國和法國之外，傳道工作並沒有受到甚麽阻礙。在許多地方，聖經研究者仍然能够分發大量册子；他們也繼續放映《創世影劇》，雖然使用的程度比1914年之前有限得多。隨着戰爭的狂熱逐漸加劇，英屬西印度群島的教士們發動謠言攻勢，聲稱守望台社的代表E.J.科沃德是德國間諜，結果政府下令要他離境。 後來，聖經研究者在1917年開始分發《完成的奧秘》一書，這更引起了廣泛的反對。
大衆對這本書的反應十分熱烈。僅在數月之內，守望台社不得不把起初向印刷廠訂購的書本數目增加十倍以上。但是，基督教國的教士們对守望台社的做法极为愤慨。他們向政府官員詆毁聖經研究者。在全美各地，參與分發聖經研究者的書刊的男女受到暴民襲擊，甚至渾身被人塗上柏油及黏上羽毛。 在加拿大，聖經研究者的住宅被警方搜查，人若被發現擁有萬國聖經研究會的某些書刊，便被罰重款及監禁。守望台社總部的主管人員曾被判入獄多年，不少教派都发表声明表示欢迎和支持这一判决。聖經研究者的見證工作曾引起大衆廣泛的注意，至此卻差不多完全停頓。
即使聖經研究者被囚在獄中，卻仍然對其他囚犯传道。守望台社總部的主管人員和同工被關在美國喬治亞州亞特蘭大的監獄時，起初監獄當局禁止他們傳道。但他們彼此間討論聖經，一些人則被他們的舉止和生活方式所吸引。幾個月之後，副監獄長派他們向其他囚犯提出宗教訓示。出席的人數逐漸增加，最後大約有90人參加。其他的聖經研究者也在大戰期間設法向人作見證，传道的信息因而散播到一些以前沒有人傳過好消息的國家地區。根據現有的記錄，1918年在世界各地有分向别人宣揚好消息，並為此填交報告的聖經研究者較在1914年收到的報告減少了百分之20。 聖經研究者在戰爭期間飽受虐待。
1919年3月26日，守望台社社長J.F.卢述福和他的同工從监狱獲釋。守望台社總部隨即定下計劃，繼續在普世各地推行宣揚工作。在同年9月於美國俄亥俄州杉樹角舉行的大會中，當時的社長J.F.盧述福發表演講，强調宣揚上帝的彌賽亞王國來臨是真正重要的工作。
有些聖經研究者在1918年間由於恐懼而畏縮不前，後來恢復活躍。現有的記錄透露，1919年在43個國家和地區中只有大約5700人活躍地從事見證工作。根據現有的報告，在三年內，參與傳道工作、公開向人宣揚上帝王國的人數幾乎增至以前的三倍。在1922年間，有人傳道的國家地區比1919年增加了15個。

## 第二次世界大战期间
由於不肯捨棄信仰和停止傳道，在奧地利、比利時、法國、德國和荷蘭有數以千計的耶和華見證人被囚入獄，或送到納粹的集中營裏。殘暴的虐待乃是司空見慣的事。那些還未關在監獄裏的人則小心翼翼地繼續執行他們的传道職務。他們傳道時常常僅運用聖經，惟獨回去探訪感興趣的人士時才介紹其他書刊。為了避免被捕，見證人也許會在一座樓宇裏探訪一户人家，然後轉而探訪另一座樓宇；或者他們會僅探訪一户人家，然後到另一條街探訪另一户人家。但他們在向人作見證方面絶沒有畏縮不前。
大戰期間，在歐洲有些部分，可以用來分發給人的書刊最後變成相當缺乏，但見證人卻有辦法使社方發行、供普世耶和華見證人閲讀的資料在他們當中繼續流通，從而能够保持堅强的信心。很多人不惜冒生命危險參與複製和分發研讀資料的工作，並將這些资料從捷克斯洛伐克、意大利和瑞士偷偷運進奧地利。 荷蘭一位監獄衛兵向設一个见证人提供聖經。 即使仇敵極力防範，《守望台》仍能滲進德國的集中營裏，見證人暗地把聖經書刊在他們當中彼此傳閲。
耶和華見證人雖然被囚禁在監獄和集中營裏，這不能制止他們作見證人。使徒保羅在羅馬被囚時寫道：“我為這福音受苦難，甚至被捆綁，……然而上帝的道卻不被捆綁。”（提摩太後書2：9）在第二次世界大戰期間，歐洲耶和華見證人的情形也一樣。衛兵們留意到他們的品行。有些兵士向他們提出問題，有幾個甚至成為信徒，即使這樣行意味到他們自己會喪失自由。許多與見證人一同被拘禁的囚犯來自一些很少傳道工作進行的國家，例如俄羅斯。大戰之後，有些這樣的囚犯以耶和華見證人的身分回到本國，他們都在自己的國家将自己的信仰廣傳出去。
殘酷的逼迫和總體戰的影響並不能制止耶和華將人召集起来裏崇拜上帝。（以賽亞書2：2-4）從1938年至1945年，公開參與這種崇拜而宣揚上帝王國的人，在歐洲的大部分國家中均大為增加。在英國、芬蘭、法國和瑞士，見證人大約增加了百分之百。 在希臘，見證人增加到差不多等於以前的七倍。 在荷蘭則增至以前的十二倍。 但是到1945年底，社方還未從德國和羅馬尼亞收到詳細報告，從其他國家則僅收到十分簡略的報告。

### 德国
1936年，蓋世太保在全國各地逮捕了數千名見證人和感興趣的人士，企圖藉此粉碎他們的工作。在此之後僅幾個月，見證人在12月12日展開了一項運動，以閃電般的速度，將數以萬計印成傳單的決議放在德國各地居民的信箱裏和門下。這些決議就納粹當局對他們的基督徒弟兄所作的殘酷迫害提出强烈抗議。在見證人開始分發傳單之後不及一小時，警察已巡邏各處，試圖逮捕分發傳單的人。
在納粹政府全力禁制見證人的活動之後，見證人竟能展開這樣的一場運動，實在令當地官員感到震驚。再者，政府官員也害怕人民的反應。因為警察和其他保安人員到居民家裏查問他們是否接獲傳單時，大部分人都否認。事實上，絶大多數的人並沒有收到傳單，因為見證人只把傳單分發給每座樓宇中的兩三户人家而已。
在接着的幾個月，納粹官員大聲疾呼否認決議所提出的指控。因此，當時仍然自由的見證人在1937年6月20日把一封公開信分發出去，信裏詳細列舉見證人所受的逼迫，並且指名提及參與其事的官員，以及事情發生的日期和地點。

### 荷兰
在荷蘭，隨着戰時的種種壓力與日俱增，當地的見證人調整聚會安排。聚會改在私人家裏舉行，人數不超過十人，地點時常更改。每個見證人只參加自己所隸屬的小組聚會。在歷史的這個時刻，整個地區的人口時常由於戰爭的緣故被迫逃亡外地，耶和華見證人深知一般人亟需聽見惟獨來自上帝話語的安慰信息，因此將這個信息與别人分享。他們遇到表現敵視態度的人，便會記下這人的地址，以便將來工作時特别留意。

### 希腊
在希臘，一般人在德國佔領期間經歷到很多苦楚。可是，由於希臘正教的教士們所作的惡毒詆毁，耶和華見證人受到最嚴苛的對待。教士們堅要警方和法庭採取行動對付見證人。有許多見證人被囚下獄，或從家鄉放逐到僻遠的鄉村去，或被囚禁在荒蕪的海島上，飽受艱苦的情況所折磨。 儘管如此，他們卻繼續在公園和公衆休憩處與人談論上帝的王國。對方若表現真正的興趣，他們便會將一份聖經書刊借給對方。愛好真理的人若體會見證人的幫助，有的加入將好消息與别人分享的行列。

### 集中营见证人的第二选择
第二次世界大战中，大批的耶和华见证人由于宗教原因被纳粹政府关入监狱、劳动营、集中营。他们因为佩戴紫色三角标志而为人熟知。被关押的原因最常见的就是他们拒绝拿起武器参与战争。这一信条出自以赛亚书2章论及未来的乐园里，人不参与战事也不学习战事。
一下是一份声明放弃信仰的自白书，只要耶和华见证人在下面签字就会被释放。
党卫军试图强迫见证人签署的声明书译文

集中营 .......................................
第二区
声明

本人.................................................（姓，名 印刷体填写）

于 ..................................................（出生时间）

在 ..............................................（出生地点）出生

谨在此作出以下声明:
1. 本人现已知晓，万国圣经研究会传讲谬误的教义，并且假借宗教之名进行反政府活动。
2. 因此，本人完全脱离这个组织，并且彻底舍弃这个教派的主张。
3. 本人在此保证，永不再参加万国圣经研究会的任何活动。若有任何人向我宣传圣经研究者的主张，或以任何方式显示他们与圣经研究者有关，本人会立即举报。本人若收到任何来自圣经研究者的书刊，就会立即将书刊交给最近的警察分局。
4. 在未来，本人会尊重国家的法律，尤其是在战争期间，我会拿起武器捍卫祖国，并在每一方面都与社区通力合作。
5. 本人深知，我若违反今日所做的声明，就会立即再次被扣押。

..................................（签字地点）,签字日期 ...................

...........................................................
签名

## 二战以后的民主德国
民主德国（东德）是二战德国投降以后苏联的占领区，这里推行的是苏联一样的社会主义制度。由于在联邦德国（西德）宗教自由得到保障（尽管耶和华见证人不在此列），因此耶和华见证人的传道工作要比东德地区相对容易一些。在东部德国，耶和华见证人遭到禁止，他们禁止集会，禁止讨论与宗教有关的话题，更不可能从正常渠道得到守望台圣经书社出版的期刊和出版物。

## 苏联时期
苏联15个加盟共和国中的绝大多数国家禁止耶和华见证人的传道工作。因为社会主义国家不可以推行宗教信仰，唯物主义和马克思主义理论是国家的主要指导精神，这个与耶和华见证人必须宣扬的内容正好相反。因此在这个国家，很多耶和华见证人被认为是美国的间谍，被前苏联的特务组织克格勃监视。有大批的见证人家庭被搜查，一旦发现与宗教有关的资料书籍等就会被没收，男主人和成年的男子一般会被流放到西伯利亚。
在1940年到1945年間，超過一千個耶和華見證人由於保持中立，被迫從烏克蘭、摩爾多瓦和波羅的海各共和國遷到俄羅斯中部的勞動營。
單在1949至1950年的一年間，耶和华见证人的信徒在俄罗斯境内複製了大量出版物，並且運送了47165份書刊到各群會衆。此外，督導委員會報告，同一段時間中，儘管受到猛烈的反對，全國舉行了31488個聚會。
1965年，蘇聯政府頒布特别命令，釋放從1949年至1951年被流放到西伯利亞的所有見證人。但是很多见证人都留在那里，没有返回原来的居住地。
1985年宣告的改革政策並沒有立即收到預期的效果。在一些地區，見證人仍然像以往一樣被判有罪和關進監獄。儘管如此，1988年德國分部辦事處寫信給見證人的世界總部，説：“今年的工作年度開始時，迹象表明蘇聯政府願意給［蘇聯的弟兄］更多自由。如果會衆向當地政府申請註册，政府也許會讓他們舉行聚會或甚至得到書刊。在蘇聯許多地方，弟兄都能够舉行主的受難紀念聚會，不受到當局干擾。他們覺得，政府對見證人的態度有了很大的轉變。”
後來，受委任的见证人將一些蘇聯信徒的地址交給德國分部，分部可以將书刊郵寄到這些地址。他们收到后就會通知当地会众负责人，而他们則確保每個人都收到這些资料。到1990年2月，德國分部每月一次將靈糧寄到蘇聯大約1600個不同的地址。1991年3月，俄羅斯的耶和華見證人獲得政府認可。那時，蘇聯的人口超過1億5千萬，傳道員的人數是15987。禁制最终取消了。

## 参看
- Knocking, a documentary on Jehovah's Witnesses featuring a Jewish concentration camp survivor, Joseph Kempler
- Forum 18 - Religious repression news （页面存档备份，存于）
- Teacher's Guide to the Holocaust （页面存档备份，存于）
- US Holocaust Museum （页面存档备份，存于）

## 更多资料
- 《耶和华见证人－上帝王国的宣扬者》，宾夕法尼亚州守望台圣经书社，1993年
- 《耶和华见证人2006年年鉴》，宾夕法尼亚州守望台圣经书社，2006年
- 《在纳粹统治下忠贞不屈》，DVD，宾夕法尼亚州守望台圣经书社，2001年
- 《Persecution and Resistance of Jehovah's Witnesses During the Nazi Regime》，Hans Hesse，ISBN 3861087502
- 《UNBROKEN WILL: The Story of Leopold Engleitner, born 1905》 （页面存档备份，存于）, Bernhard Rammerstorfer, Grammaton Press.
- 《Persecution and Resistance of Jehovah's Witnesses During the Nazi Regime 1933-1945》 （页面存档备份，存于）, Hans Hesse (Ed.), Edition Temmen.
- 《FACING THE LION: Memoirs of a Young Girl in Nazi Europe》 （页面存档备份，存于）, Simone Arnold Liebster, Grammaton Press.
- 《CRUCIBLE OF TERROR: A Story of Survival Through the Nazi Storm》 （页面存档备份，存于）, Max Liebster, Grammaton Press.
- 《The Nazi State and the New Religions: Five Case Studies in Non-Conformity》, Christine E. King, Edwin Mellen Press, 1982.
- Detlev Garbe: 《Zwischen Widerstand und Martyrium》, 1999, ISBN 3-486-56404-8
- 《Jehovah's Witnesses and the Third Reich: Sectarian Politics Under Persecutio》, M. James Penton, University of Toronto Press, 2004. ISBN 0-8020-8678-0
- Manfred Gebhard: 《Geschichte der Zeugen Jehovas. Mit Schwerpunkt der deutschen Geschichte》, 1999, ISBN 3-89811-217-9
- Hans Hesse: 《Am mutigsten waren immer wieder die Zeugen Jehovas》, Edition Temmen, 2000, ISBN 3-86108-724-3
- Hans Hesse, Jürgen Harder: 《...und wenn ich lebenslang in einem KZ bleiben müßte... Die Zeuginnen Jehovas in den Frauenkonzentrationslagern Moringen, Lichtenburg und Ravensbrück》, 2001, ISBN 3-88474-935-8
- Michael H. Kater: 《Die Ernsten Bibelforscher im Dritten Reich》; in: Vierteljahreshefte für Zeitgeschichte 17. Jg. 1969 Heft 2
- Bernhard Rammerstorfer: 《Nein statt Ja und Amen. Leopold Engleitner: Er ging einen anderen Weg》, Linz 1999, ISBN 3-9500718-6-5
- 基督教历史 A History of Christianity, Paul Johnson
- Judith Tydor Baumel, Walter Laqueur:"The Holocaust Encyclopedia"   ISBN 0-300-08432-3